# Городское поселение Майский
Городско́е поселе́ние Ма́йский — муниципальное образование в составе Майского района Кабардино-Балкарской Республики.
Административный центр — город Майский.

## География
Городское поселение Майский расположено в северо-восточной части Майского района, в междуречье рек Терек, Черек, Малка, вплоть до места впадения реки Малка в Терек.
Площадь территории муниципального образования составляет — 138,43 км2.
Территории городского поселения граничат с землями сельских поселений: Котляревская на юге, Псыкод на юго-западе, Октябрьское на западе, городской округ Прохладный на северо-западе, станицами Екатериноградская и Приближная на севере, Красноармейское и Урожайное на востоке и Джулат на юго-востоке.
Муниципальное образование расположено на наклонной Кабардинской равнине, в равниной зоне республики. Рельеф представляет собой относительно ровные участки, переходящие вдоль долин рек в малые возвышенности. Имеются развитые системы балок вдоль рек. Средние высоты на территории поселения составляют 220 метров над уровнем моря.
Гидрографическая сеть на территории городского поселения представлена реками Черек, Малка и Терек, а также большим количеством малых озёр и искусственных водоёмов (карьер). Местность богата подземными источниками и изобилует пресными водными ресурсами.
Расположен в зоне полузасушливого умеренного климата (Dfa согласно классификации климата Кёппена). Лето жаркое, и средние температуры в июле-августе составляют около +23°С. Зима мягкая со средними температурами января около +1 °C…-3°С. Среднегодовое количество осадков составляет около 600 мм. В период с апреля по июль идут сильные дожди с градом, в августе нередко доходят суховеи, дующие со стороны Прикаспийской низменности.

## История
Муниципальное образование в своих современных границах основано в 1959 году в ходе преобразований муниципальных районов Кабардино-Балкарской АССР.
В 1992 году горсовет города Майский реорганизован и преобразован в администрацию городского поселения Майский.

## Население
| 2002    | 2010    | 2012    | 2013    | 2014    | 2015    | 2016    |
| ------- | ------- | ------- | ------- | ------- | ------- | ------- |
| 27 939  | ↘27 416 | ↘27 390 | ↘27 188 | ↘27 136 | ↗27 339 | ↗27 507 |
| 2017    | 2018    | 2019    | 2020    | 2021    | 2023    | 2024    |
| ↗27 738 | ↗27 754 | ↘27 628 | ↘27 329 | ↘27 266 | ↘26 919 | ↘26 771 |
| 2025    |         |         |         |         |         |         |
| ↗26 843 |         |         |         |         |         |         |

Процент от населения района — 71.4 %.
Плотность — 193.91 чел./км2.

### Национальный состав
По данным Всероссийской переписи населения 2010 года:
| Народ      | Численность, чел. | Доля от всего населения, % |
| ---------- | ----------------- | -------------------------- |
| русские    | 18 983            | 69,2 %                     |
| турки      | 3 395             | 12,4 %                     |
| кабардинцы | 1 503             | 5,5 %                      |
| корейцы    | 893               | 3,3 %                      |
| цыгане     | 785               | 2,9 %                      |
| украинцы   | 332               | 1,2 %                      |
| другие     | 1 525             | 5,6 %                      |
| всего      | 27 416            | 100 %                      |

По данным Всероссийской переписи населения 2021 года:
| Народ               | Численность, чел. | Доля от всего населения, % |
| ------------------- | ----------------- | -------------------------- |
| русские             | 16 725            | 61,34 %                    |
| турки               | 4 377             | 16,05 %                    |
| кабардинцы          | 2 279             | 8,36 %                     |
| цыгане              | 1 433             | 5,26 %                     |
| корейцы             | 704               | 2,58 %                     |
| другие / не указано | 1 748             | 6,41 %                     |
| всего               | 27 266            | 100,0 %                    |

## Состав поселения
| № | Населённый пункт   | Тип населённого пункта        | Население | Доля от населения (%) |
| - | ------------------ | ----------------------------- | --------- | --------------------- |
| 1 | Баксан             | дорожный разъезд              | ↘20       | 0,11 %                |
| 2 | Красная Поляна     | село                          | ↗66       | 0,20 %                |
| 3 | Лесное             | село                          | ↘59       | 0,24 %                |
| 4 | Майский            | город, административный центр | ↗26 210   | 97,59 %               |
| 5 | Пришибо-Малкинское | село                          | ↘56       | 0,31 %                |
| 6 | Сарское            | село                          | ↗433      | 1,55 %                |

## Местное самоуправление
Администрация городского поселения Майский — город Майский, ул. Энгельса, 70.
Структуру органов местного самоуправления городского поселения составляют:
- Исполнительно-распорядительный орган — Местная администрация городского поселения Майский. Состоит из 13 человек.
  - Глава администрации городского поселения — Ишханова Анна Михайловна.
- Представительный орган — Совет местного самоуправления городского поселения Майский. Состоит из 15 депутатов, избираемых на 5 лет.
  - Председатель Совета местного самоуправления городского поселения — Чепурной Василий Андреевич.